# Аль-Джазіра (Абу-Дабі)
Спортивний та культурний клуб «Аль-Джазіра» або просто «Аль-Джазіра» араб. نادي الجزيرة الرياضي الثقافي — еміратський футбольний клуб з міста Абу-Дабі, який виступає в Чемпіонаті ОАЕ.

## Історія
Утворений 19 березня 1974 року шляхом злиття клубів «Аль-Халід» і «Аль-Батин». Домашні матчі проводить на арені «Мохаммед бін Заєд», що вміщає 42 000 глядачів. На даний момент виступає в Футбольній лізі ОАЕ, єдиною професійній лізі ОАЕ. Чотири рази ставав чемпіоном країни і один раз був фіналістом національного кубка.

## Досягнення
- Чемпіонат ОАЕ:
  -  Чемпіон (3): 2010/11, 2016/17, 2020/21

- Суперкубок ОАЕ:
  -  Володар (1): 2021

- Кубок Федерації ОАЕ:
  -  Володар (1): 2007

- Етісалат Емірейтс Кап:
  -  Володар (1): 2010
  -  Фіналіст (1): 2013

- Кубок Президента ОАЕ:
  -  Володар (3): 2010/11, 2011/12, 2015/16

- Клубний кубок чемпіонів Перської затоки
  -  Володар (1): 2007

## Відомі гравці
| - Майкл Бошам - Норберту Мауру Муленеса - Матіас Дельгадо - Рафаел Собіс - Елсон Бесерра - Бонавантюр Калу - Джордж Веа - Джеймс Дебба - Даріу Монтейру | - Бартоломью Огбече - Філліп Коку - Мохамед Кадер - Маман Шериф-Туре - Феліпе Кайседо - Мірко Вучинич - Мануель Лансіні - Жонатан Пітруапа - Джефферсон Фарфан |

## Відомі тренери
| - Микола Кисельов (1989—1993, 1994—1995) - Кріс Деккер (1995) - Джемалудін Мушович (1996—1998) - Рінус Ісраел (1998—1999) - Фарук Пашич (2000—2001) - Ян Верслеєн (2001—2003, 2006—2007) - Андре Ветцель (2004) - Сеф Вергоссен (2004—2005) - Вальтер Мьовс (2005—2006) - Ласло Бьолені (2007—2008) | - Абель Брага (2008—2011) - Алехандро Сабелья (2011) - Франк Веркаутерен (2011—2012) - Кайо Жуніор (2012) - Паулу Бонамігу (2012—2013) - Луїс Мілья (2013) - Вальтер Дзенга (2013—2014) - Ерік Геретс (2014—2015) - Абел Брага (2015—2016) - Хенк тен Кате (2016—) |